# Exit Eden
Exit Eden es un supergrupo internacional de metal sinfónico que interpreta variantes de canciones famosas de pop y rock. 

## Antecedentes
La banda está integrada desde 2017 por la cantante estadounidense Amanda Somerville, la cantante brasileña Marina La Torraca, la cantante francesa Clémentine Delauney y la cantante germano-estadounidense Anna Brunner.
La banda publicó en YouTube en julio de 2017 los primeros vídeos de sus versiones metal recogidas en el álbum "Rhapsodies in Black", el cual alcanzó en pocos días miles de visitas y el lugar número 15 en las estadísticas de álbumes musicales en Alemania.
Varios músicos, ingenieros de sonido y productores de la escena de metal, como Simone Simons (Epica), Hardy Krech, Mark Nissen, Johannes Braun (Kissin' Dynamite), Jim Müller (Kissin' Dynamite), Sascha Paeth (Avantasia, Edguy, Kamelot), Evan K (Mystic Prophecy) cooperaron para la publicación del álbum.

## Miembros de banda
Exit Eden
- Anna Brunner - vocalista
- Clémentine Delauney - vocalista
- Marina La Torraca - vocalista

## EX-Miembros de la banda
- Amanda Somerville - vocalista

## Discografía

### Álbumes
- 2017: Rhapsodies in Black

- 2023: Femmes Fatales

### Vídeos musicales
- 2017: Unfaithful[3][4] (cover de la canción de Rihanna)
- 2017: Impossible[5][6] (cover de la canción de Shontelle)
- 2017: Incomplete[7][8] (cover de la canción de los Backstreet Boys)
- 2017: Paparazzi[9][10] (cover de la canción de Lady Gaga)
- 2017: Total Eclipse of the Heart[11][12] (cover de la canción de Bonnie Tyler)
- 2017: A Question of Time[13][14] (cover de la canción de Depeche Mode)

- 2023: Run